# Agus Salim
Agus Salim né le 8 octobre 1884 à Agam et mort le 4 novembre 1954 à Jakarta, est un journaliste, diplomate et l'homme d'État indonésien. Il est ministre des Affaires étrangères de l'Indonésie entre 1947 et 1949.

## Biographie
Agus Salim est né Masjhoedoelhaq Salim le 8 octobre 1884, dans le village de Koto Gadang (id), une banlieue de Fort de Kock. Son père, Sutan Mohamad Salim (id), était procureur en chef (colonial) près la Haute Cour de Riau siégeant à Tanjungpinang. Son nom de naissance, qui se traduit par « défenseur de la vérité », est changé en Agus Salim au début de son enfance.
Salim fait ses études primaires à l'école Europeesche Lagere ; à cette époque, il était considéré comme un privilège pour un enfant non Européen de fréquenter une école paneuropéenne. Il poursuit ses études à la Hogere Burgerschool à Batavia, et obtient le meilleur score de toutes les Indes orientales néerlandaises. Le père de Salim avait demandé (et obtenu) que ses deux fils, Agus et Jacob, bénéficient d'un statut égal à celui des Européens. Cependant, ses efforts pour obtenir une bourse du gouvernement pour étudier la médecine aux Pays-Bas échouent. Kartini, une autre étudiante dont les écrits sur les droits des femmes et l'émancipation deviendront célèbres, propose de différer sa propre bourse pour que Salim obtienne la sienne ; cela aussi est rejeté.
C.S. Hurgronje, un éminent administrateur colonial surtout connu pour son étude des affaires indigènes, prend Salim sous son aile et s'arrange pour qu'il quitte les Indes en 1905 pour travailler comme interprète et secrétaire au consulat des Pays-Bas à Djeddah, où il s'occupe des affaires des pèlerins ; d'une certaine manière, c'est pour l'éloigner des enseignements anticolonialistes de son oncle, Cheikh Ahmad Khatib (en), l'imam shâfi'îte de la grande mosquée de La Mecque.
Salim retourne aux Indes en 1911 et poursuit une carrière dans le journalisme, contribuant des articles pour des magazines et des publications comme Hindia Baroe (id), Fadjar Asia (id) et Moestika. Il sert comme rédacteur en chef de Neratja (en), un journal aligné sur Sarekat Islam, dont il était également un membre actif. Pendant ce temps, il fonde une Hollandsch-Inlandsche School (en) privée dans sa ville natale de Koto Gadang, mais part trois ans plus tard pour retourner à Java.